# Tora Torbergsdotter
Tora Torbergsdotter, född 1025 på Giske i Møre og Romsdal, dödsår okänt, var drottning av Norge, gift med kung Harald Hårdråde omkring 1048 och mor till de norska kungarna Olav Haraldsson och Magnus Haraldsson.
Tora tillhörde den mäktiga Giskeätten. Hennes föräldrar var Torberg Arnesson och Ragnhild Erlingsdatter, Erling Skjalgssons dotter.